# La Comunidad del Anillo
La Comunidad del Anillo (título original en inglés: The Fellowship of the Ring) es el primero de los tres volúmenes que forman la novela El Señor de los Anillos, secuela de El hobbit, del escritor británico J. R. R. Tolkien. La obra fue escrita para ser publicada en un solo tomo, pero debido a su longitud y coste, la editorial Allen & Unwin decidió dividirla. Fue publicada el 29 de julio de 1954, año en el cual se publicó también la segunda parte, Las dos torres, y recibió críticas variadas aunque bastante mejores de las que esperaba el propio autor.
Está dividida a su vez en dos más, los libros I y II, precedidas de un prólogo y de un escrito titulado Nota sobre los archivos de la Comarca, que no apareció hasta la segunda edición de La Comunidad del Anillo. En este último, Tolkien enumera las fuentes usadas a la hora de escribir el libro, ya que pretende dar a entender que la historia ocurrió en realidad.

## Composición

### Una reunión muy esperada
La popularidad alcanzada por El hobbit motivó que Stanley Unwin, el editor de la novela, le pidiera a Tolkien más historias relacionadas con ella. El 16 de diciembre de 1937, Tolkien le escribió una carta en la que apoyaba su idea sobre una continuación, aunque no por el momento, ya que prefería ocuparse en primer lugar de su inacabado El Silmarillion. No obstante, tan solo tres días después, el autor escribió a Charles Furth, de Allen & Unwin, para informarle de que había elaborado el primer capítulo de la secuela. En este manuscrito de cinco páginas y titulado «Una reunión muy esperada», Tolkien comenzó una historia en la que el hobbit Bilbo Bolsón celebraba su septuagésimo cumpleaños y en el discurso pronunciado durante la fiesta anunciaba que se marchaba para casarse, aunque en realidad se iba porque se había quedado sin todo el tesoro conseguido durante su aventura en la Montaña Solitaria. Aparte de la estructura similar a la de la versión definitiva, este primer escrito ya contenía muchos elementos y fragmentos que serían conservados.
Poco después, Tolkien comenzó una segunda versión del capítulo, más amplia y basada directamente en la primera. A su vez, realizó un esbozo de los siguientes capítulos, en los que narraría una aventura en el mismo tono que El hobbit y en la que Bilbo iniciaba un viaje a Rivendel para pedir consejo a Elrond sobre como librarse de su codicia por el dinero. Acompañado por tres sobrinos, Odo, Frodo y Drogo, tenía pensado que se encontraran con trolls y una bruja durante el camino. Sin embargo, los cambios que hizo no terminaron de convencerlo y dejó inconclusa esta versión para comenzar otra nueva en la que era el hijo de Bilbo, Bingo (predecesor de Frodo), quien celebraba la fiesta. En ese momento, Tolkien decidió darle mayor importancia al anillo y le otorgó un poder de perdición de modo que si su portador no lo perdía podía ser malo para él y, de esta forma, daba un motivo más a la desaparición de Bilbo, además de su codicia por el dinero. En una cuarta versión, Bingo pasó a ser el hijo del primo de Bilbo y su heredero por adopción tras la muerte de sus padres, al igual que en la versión definitiva.

### Primera fase
El segundo capítulo, «Tres es compañía y cuatro aún más», fue compuesto a base de distintos borradores. En el primero de ellos, Bingo, Odo, Frodo y Drogo planean su viaje hacia Rivendel, pero pronto Tolkien lo revisó y esta idea por la de ir a buscar a Marmaduque, eliminando también al personaje de Drogo. El segundo borrador continúa con la historia un día después y en él se describe el encuentro de los hobbits con Gandalf. Sin embargo, tras escribirlo, Tolkien descartó la idea de que el personaje fuera Gandalf y lo convirtió en un misterioso jinete negro, dando así un "giro inesperado" a la obra, como poco después le escribiría a Stanley Unwin en una carta. Posteriormente, redactó el texto completo del capítulo, añadiendo el encuentro de los hobbits con Gildor y su compañía. La estructura era similar a la del capítulo definitivo de La Comunidad del Anillo y aunque aún faltaban bastantes cambios, Odo era básicamente el futuro Pippin Tuk y Frodo tenía algunas características en común con Sam Gamyi.

## Título
Allen & Unwin decidió publicar El Señor de los Anillos en tres partes que recogían dos libros cada una y sugirió a Tolkien que les pusiera un subtítulo. En marzo de 1953, debido a que los libros de la segunda y de la tercera parte no estaban relacionados, el autor escribió en una carta a Rayner Unwin que le resultaba muy difícil encontrar un título adecuado y un primer momento solo se le ocurría Crece la Sombra para la primera parte. Poco después, en agosto, Tolkien retomó el tema de los subtítulos y expresó su desagrado hacia ponerlos, pues el título general le parecía menos lioso. No obstante, volvió a sugerirle otro título a Unwin para la primera parte, El retorno de la Sombra. Pocos días después, Unwin visitó a Tolkien para tratar mejor el tema y finalmente decidieron llamarla La Comunidad del Anillo, ya que este título se adecuaba más a la trama.
Los libros I y II tuvieron también en un principio título hasta ser anulados en la versión publicada: El Anillo se pone en camino y El Anillo va al sur, respectivamente. No obstante, en un manuscrito del libro que se conserva en la Universidad Marquette de Milwaukee, Estados Unidos, en el índice aparecen dos títulos diferentes: El primer viaje y El viaje de los nueve compañeros.

## Argumento
El prólogo se entiende en parte para ayudar a las personas que no han leído El hobbit para entender los acontecimientos de ese libro. También contiene información de antecedentes para establecer el escenario para la novela.

### El Anillo se establece
El primer capítulo del libro comienza en un tono ligero, siguiendo la tónica de El hobbit. Bilbo Bolsón celebra su 111 cumpleaños el mismo día, 22 de septiembre, en que hace el anuncio relativo a que, su adoptado heredero, Frodo Bolsón celebra su mayoría de edad a los 33. En la fiesta de cumpleaños, Bilbo se aparta de la Comarca, la tierra de los hobbits, por lo que él llama un día de fiesta permanente. Deja a Frodo sus pertenencias restantes, incluyendo su casa, Bolsón Cerrado, y (después de la persuasión por el mago Gandalf) el anillo que había encontrado en sus aventuras (que solía hacerse invisible). Gandalf se va en su propio negocio, advirtiéndole a Frodo a mantener el Anillo en secreto.
Durante los próximos 17 años Gandalf periódicamente realiza visitas cortas a Bolsón Cerrado. Una noche de primavera, llega a advertir a Frodo sobre la verdad del anillo de Bilbo, es el Anillo Único de Sauron, el Señor Oscuro. Sauron lo forjó para someter y gobernar la Tierra Media, pero en la Guerra de la Última Alianza fue derrotado por Gil-Galad, el rey de los elfos, y Elendil, Rey de Arnor y Gondor, aunque ellos mismos murieron en el acto. El hijo de Elendil, Isildur, cortó el anillo del dedo de Sauron. Sauron fue así derrocado, e Isildur guardó el anillo para sí. Poco después, Isildur fue asesinado en la Batalla de los Campos Gladios, y el Anillo se perdió en el Gran Río Anduin. Miles de años más tarde, fue encontrado por el hobbit Déagol, pero luego fue Déagol asesinado por su amigo Sméagol, que codiciaba el Anillo para sí mismo. Sméagol posteriormente poseyó el Anillo durante siglos, y bajo su influencia se convirtió en la criatura llamada Gollum. El anillo fue encontrado por Bilbo Bolsón, como se cuenta en El Hobbit, y Bilbo lo deja en manos de Frodo. Sauron ha aumentado de nuevo y regresó a su fortaleza en Mordor, y está ejerciendo a todos a encontrar el Anillo. Gandalf detalla los poderes del mal del Anillo y su capacidad de influir en el portador y los allegados cerca si se usa durante un tiempo demasiado largo. Gandalf le advierte a Frodo que el anillo ya no es seguro en la Comarca, sino que ha aprendido a través de sus investigaciones que Gollum había ido a Mordor, donde fue capturado y torturado hasta que reveló a Sauron que un hobbit llamado Bolsón de la Comarca posee el Anillo. Gandalf espera a Frodo para que pueda llegar al refugio elfo Rivendel, donde se cree que Frodo y el Anillo estarán a salvo de Sauron, y donde su destino se puede decidir. Samsagaz Gamyi, jardinero de Frodo y amigo, se descubrió escuchando la conversación. Por lealtad a su amo, Sam se compromete a acompañar a Frodo en su viaje. 
Durante el verano Frodo hace planes para dejar su hogar en Bolsón Cerrado, bajo el pretexto de que él se está mudando a una zona remota cerca de la Comarca para retirarse. En la ayuda de los planes de Frodo son sus amigos, Sam, Peregrin Tuk (Pippin para abreviar), Meriadoc Brandigamo (Merry), y Fredegar Bolger (Gordo), aunque Frodo no les dice del anillo o de su intención de abandonar la Comarca. En pleno verano, Gandalf se va en asuntos urgentes, pero promete regresar antes que las hojas de Frodo. En el cumpleaños de Frodo y el enfoque de fecha de salida, pero Gandalf no aparece, de modo que Frodo decide irse sin él. Unos Jinetes Negros van a la fiesta de Frodo, los cuales resultan ser Nazgûl o los Espectros del Anillo, "los sirvientes más terribles del Señor Oscuro", que buscan a "Bolsón" y el Anillo. Con la ayuda de algunos Elfos y del Granjero Maggot, llegan a Cricava más allá de la frontera oriental de la Comarca. Ahí Merry, Pippin, Sam, y Gordo revelan que saben del Anillo y Frodo del plan de abandonar la Comarca. Sam, Merry y Pippin deciden acompañar a Frodo, mientras que Gordo va detrás de estancias como señuelo. Con la esperanza de eludir a los Nazgûl, el viaje a través de los hobbits es el Bosque Viejo y las Quebradas de los Túmulos, y con la ayuda de Tom Bombadil son capaces de llegar a la aldea de Bree, donde se encuentran con el guardabosques Aragorn, un amigo de Gandalf, que se convierte en su guía a Rivendel.
En la colina de los Vientos, cinco de los Nazgûl ataca a los viajeros, y el jefe de los Nazgûl apuñala a Frodo con una espada maldita antes de que Aragorn ahuyente a los Nazgûl con una antorcha. Parte de la cuchilla se mantiene dentro de la herida, causándole a Frodo a ser cada vez menos a medida que viajan a Rivendell, Aragorn les advierte que, si no se trata inmediatamente, Frodo se convertirá en un fantasma de sí mismo. A medida que los viajeros están cerca de su destino, se encuentran con Glorfindel, un señor elfo de Rivendel, que les ayuda a alcanzar el Río Bruinen cerca de Rivendel. Pero los Nazgûl, los nueve ahora reunidos, emboscan al grupo en el Vado de Bruinen. El caballo de Glorfindel deja atrás a sus perseguidores y lleva a Frodo a través del Vado. A medida que el intento de Nazgûl de seguir, una ola gigante comandado por Elrond, el señor de Rivendel, se apoya sobre los Nazgûl. Los Nazgûl son arrastrados por el río, como Frodo finalmente se derrumba inconsciente en la orilla del río.

### El Anillo va al Sur
El Libro II comienza en Rivendell, en la casa de Elrond, donde Frodo se cura por Elrond y Bilbo descubre que ha estado residiendo allí. Elrond convoca el Concilio, al que asistieron Gandalf, Bilbo, Frodo y muchos otros. Gandalf explica que él había ido a Isengard, donde habita el mago Saruman, jefe de todos los magos en la Tierra Media, para buscar ayuda y consejos. Sin embargo, Saruman se había vuelto contra ellos, deseando el Anillo para sí mismo. Saruman encarceló a Gandalf en su torre, Orthanc, con razón de sospechar que Gandalf sabía dónde estaba el anillo. Gandalf, sin embargo, no cedió y consiguió escapar de Orthanc. Se entera de que Saruman todavía no está en servicio de Sauron, y está reuniendo a su propia fuerza de Orcos. En el Concilio de Elrond, hay un plan tramado para lanzar el Anillo Único en los fuegos del Monte del Destino en Mordor, que va a destruir el Anillo y el poder final de Sauron para el bien. Frodo se ofrece a emprender esta peligrosa misión, y por lo tanto elegido para ser el Portador del Anillo, y establece de Rivendel con ocho compañeros: dos hombres, Aragorn y Boromir, hijo del Senescal de Gondor, Legolas, Príncipe de los Elfos Silvanos del Bosque Negro, Gandalf, Gimli el Enano, y los tres compañeros hobbits de Frodo. Estos Nueve Caminantes (llamados La Comunidad del Anillo) son elegidos para representar a todas las razas libres de la Tierra Media, y como contrapeso a los Nazgûl. También van acompañados por Bill el Poni, quien Aragorn y los hobbits adquirieron en Bree como un caballo de carga.
El intento de la Comunidad para cruzar las Montañas Nubladas es frustrado por una fuerte nevada, y se ven obligados a tomar un camino en las montañas, las Minas de Moria, un antiguo reino enano, ahora lleno de orcos y otras criaturas malvadas. Durante la batalla que sobreviene, Gandalf se enfrenta a un Balrog de Morgoth, y ambos caen en un abismo. Los otros ocho miembros de la Comunidad van a la fuga de Moria y van hacia el elfo-refugio de Lothlórien, donde se les da regalos de los gobernantes Celeborn y Galadriel que en muchos casos resultan útiles más adelante durante la búsqueda. Como Frodo trata de decidir el curso futuro de la Comunidad, Boromir intenta tomar el Anillo para sí mismo, Frodo acaba de ponerse el Anillo para escapar de Boromir. Mientras que el resto de la Comunidad van para buscar Frodo, Frodo decide que la Comunidad tiene que ser rota, así que la abandonan en secreto para ir a Mordor. Sam insiste en ir luego, sin embargo, y se pusieron en marcha juntos a Mordor. La comunidad se ha roto.